# Ноби (равнина)
Ноби или Мино-Оварийска равнина (на японски: 濃尾平野, Нобихейя) e равнина в Япония, разположена в южната част на остров Хоншу. Площта ѝ е около 1800 km. Има форма на полумесец, заграждащ от запад, север и изток залива Исе. От запад, север и североизток е ограничена от планини: Судзука, Рьохаку, Хида, Кисо. Изградена е основно от речните алувиални наслаги на река Кисо и нейните притоци и морски седименти. Климатът е влажен, субтропичен, мусонен. Отводнява се от река Кисо и нейните притоци: Хиба, Нагара, Нео, Иби; Яхаги, Кусида, Мия. Всички те са оградени с високи до 10 m преградни диги, предотвратяващи катастрофални наводнения. Равнината е много гъсто населена и земеделски усвоена, като се отглежда основно ориз, зеленчуци и черници за копренено-текстилната промишленост. Най-големите населени места са градовете: Нагоя, Гифу, Исе, Мацудзаки, Цу, Судзука, Йокаичи, Огаки, Ичиномия, Касугаи, Сето, Тоеда, Окадзаки.